# Португалско-турска война (1509)
Първата португалско-турска война е въоръжен конфликт между Португалската и Османската империи през 1509 г. Тя е опит от страна на Мамелюкската египетска държава, подкрепяна от турски кораби и местни индийски съюзници да спре установяването на редовни търговски отношения между Южна Азия и Европа в процеса на разширяване на Португалската империя. Преди всички търговски пътища са минавали през средния Изток, но от откритието на пътя покрай нос Добра надежда открит от Вашку да Гама през 1498 монопола може да бъде преустановен. Нещо повече, Португалия започва да налага лицензионна система за търговията в Индийския океан, което заплашва да разори много мюсюлмански търговци като се опитва да контролира търговията.
Турските сили, подпомагат в определени точки също Гуджаратския султанат във войната му с Португалия.
На 3 февруари в Битката при Диу португалският флот под командването на Франсиску де Алмейда побеждава египетската Гуджаратска флотилия. В тази битка португалците използват мускети, който е бил последна технология тогава, както и са разполагали с по-маневрени кораби. Тази победа осигурява морско надмощие в Индийския океан, което е заплашено чак през 17 век от Оманската империя и Нидерландската Източноиндийска компания.